# Emiliano Orozco
Emiliano Orozco, vollständiger Name Emiliano Orozco Bogo, (* 19. April 1989 in Montevideo) ist ein ehemaliger uruguayischer Fußballspieler.

## Karriere
Der 1,93 Meter große Defensivakteur Orozco stand von Mitte 2009 bis in den Juli 2013 in Reihen des uruguayischen Zweitligisten Sud América, für den er saisonübergreifend in diesem Zeitraum mindestens 23 Spiele in der Segunda División absolvierte und dabei zwei Tore schoss. Anschließend wechselte er zum argentinischen Verein CA Colegiales. 2016 kehrte er nach Uruguay zurück und schloss sich dem Amateurverein Colón FC an.